# Ludwik II Bawarski (1229–1294)
Ludwik II Wittelsbach zwany Srogim (ur. 13 kwietnia 1229 Heidelberg, zm. 2 lutego 1294 tamże) – książę Górnej Bawarii oraz hrabia Palatynatu.

## Życiorys
Najstarszy syn księcia Bawarii i Palatynatu Ottona II Bawarskiego i Agnieszki z rodu Welfów. Jego dziadkami byli: książę Bawarii i Palatynatu Ludwik I Bawarski i Ludmiła Przemyślidka oraz Henryk Welf i Agnes von Staufen.
Po śmierci ojca wraz z bratem odziedziczył księstwo Bawarii i Palatynatu. W 1255 roku bracia podzielili swoje terytorium – Henryk otrzymał Dolną Bawarię, zaś Ludwik Górną Bawarię i Palatynat. Na swoją siedzibę wybrał Monachium.

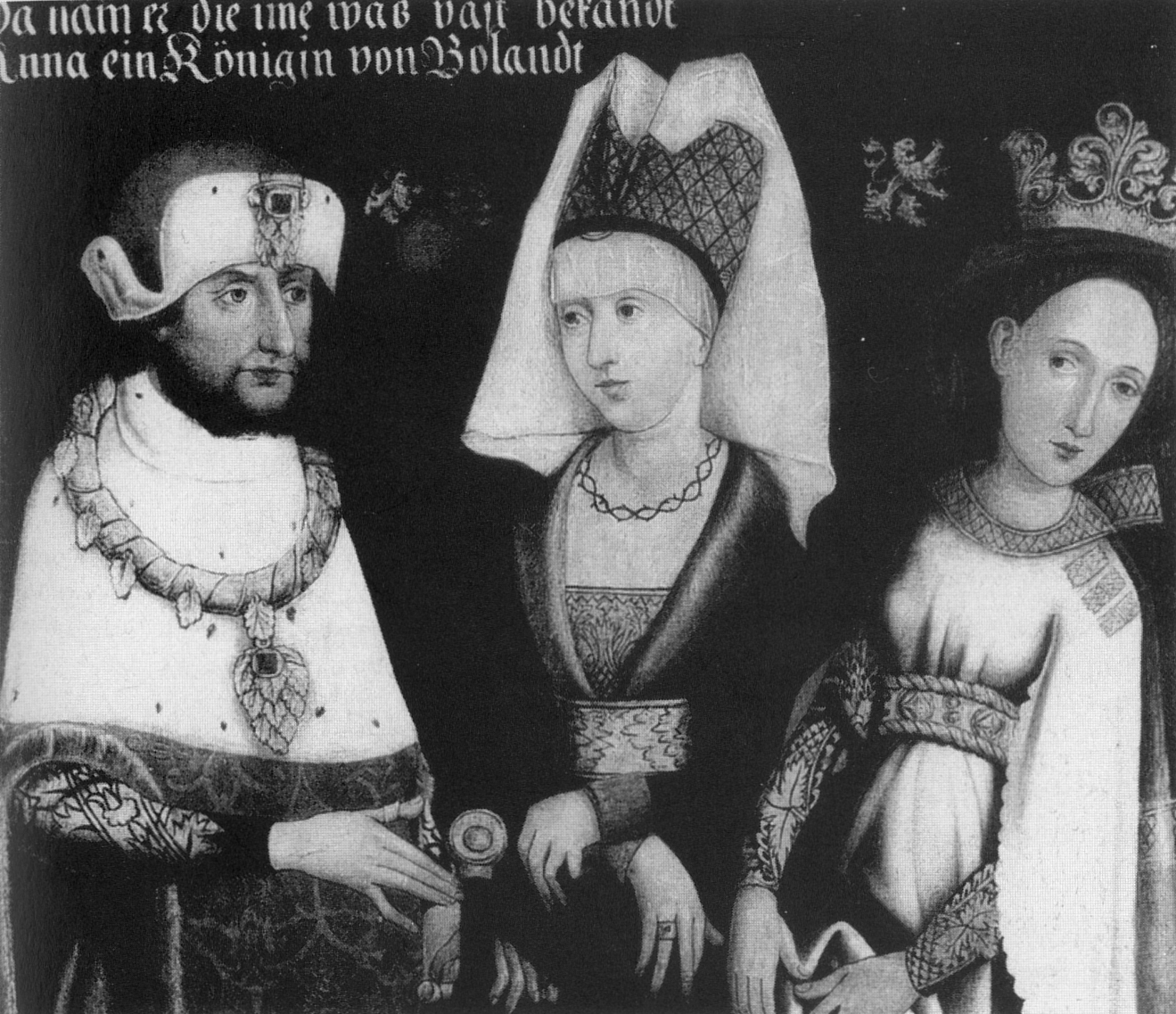
Ludwik wraz z żonami Marią i Anną

2 sierpnia 1254 roku w Landshut poślubił księżniczkę Marię (1226–1256), córkę księcia Brabancji Henryka II i Marii Hohenstauf. Maria została zamordowana, para nie miała dzieci.
24 sierpnia 1260 roku w Heidelbergu poślubił księżniczkę Annę głogowską (~1249–1271), córkę księcia głogowskiego Konrada I i Salomei Odonicówny. Para miała trójkę dzieci:
- Maria (ur. 1261) – zakonnica
- Agnieszka (1262–1269)
- Ludwik (1267–1290)

24 października 1273 roku w Akwizgranie poślubił księżniczkę Matyldę Habsburg (1251–1304), córkę króla niemieckiego Rudolfa I Habsburga i Gertrudy von Hohenberg. Para miała pięcioro dzieci:
- Rudolf I Wittelsbach (1274–1319) – książę Górnej Bawarii, hrabia Palatynatu
- Matylda (1275–1319) – żona księcia Lüneburga Ottona II
- Agnes (1276–1340) – żona księcia Hesji Henryka oraz księcia Brandenburgii i Landsberg Henryka I Askańczyka
- Anna (ur. 1280) – zakonnica
- Ludwik (1282–1347) – książę Bawarii, cesarz rzymski